# La Forêt-le-Roi
La Forêt-le-Roi é uma comuna francesa na região administrativa da Ilha de França, no departamento de Essonne. Estende-se por uma área de 7.94 km². Em 2010 a comuna tinha 528 habitantes (densidade: 66,5 hab./km²).